# Кередж
Кере́дж (перс. کرج‎), произносится: Карадж, — крупный город-спутник Тегерана на севере Ирана, пригород Тегерана, расположенный у подножия гор Эльбурс. Административный центр одноимённого шахрестана и остана Альборз.
Население — 1 592 492 жителей. Кередж является важным транспортным центром, через который проходят все грузы, направляющиеся в Тегеран с Каспийского моря. Кередж соединен со столицей автомагистралью, железной дорогой и линией метро.

## История
Иранцы в районе нынешнего города Кередж создали первые населённые пункты много веков назад, а старейшим свидетельством заселённости этого места, по всей видимости, является каменный зороастрйиский храм эпохи Парфянского царства. Кередж благодаря своему чрезвычайно выгодному географическому положению длительное время служил крупным торговым центром, который соединял берег Каспия и Тегеран.
В конце XVIII века Кередж стал стремительно расти, появился транспорт, было сооружено значительное количество инфраструктурных объектов.
Интенсивное развитие в XX веке поставило город в один ряд с крупнейшими промышленными центрами Ирана.

## Климат
Климат Кереджа — сухой, на него оказывают влияния горы, находящиеся в его окрестностях. Летом весьма жарко и сухо, и много солнца, а особо высоких значений температура достигает в июле и августе. Зима не очень холодна, но могут быть сильные падения температуры и морозы.

## Транспорт
Международный аэропорт «Пайм» Кереджа расположен вблизи административной границы города. В Кередж проведено метро из Тегерана. В городе развит железнодорожный и автодорожный транспорт, курсируют автобусы и такси.
14 января 2019 года в Кередже потерпел катастрофу Boeing 707 авиакомпании Saha Airlines, который совершил аварийную посадку на авиабазе «Аль-Фатх», причём некоторые источники утверждают, что самолёт приземлился там по ошибке. Самолёт выкатился за пределы ВПП, врезался в стену и остановился после столкновения с домом. Дом был пустым на момент аварии, и на земле никто не пострадал. Пятнадцать из шестнадцати человек на борту погибли.

## Достопримечательности
- Жемчужный дворец (перс. Ках-э Морварид), построенный в 1966—68 годах по заказу Шамс Пехлеви, сестры шаха Мохаммеда-Реза Пехлеви, а по проекту Уэсли Питерса и Фрэнка Ллойда Райта. Площадь дворца — 111 гектаров. Главное строение дворца по форме напоминает ската, схватившего раковину. Все пространства внутри дворца имеют форму зерен жемчуга, откуда пошло и его название[5].

## Сады и парки
- Сад Фатех (букв.: Открывающий). Он находится в кереджском квартале Джаханщахр. Непосредственно к саду прилегают рестораны, традиционные и современные[6].
- Парк Чамран. Он частично состоит из естественно произрастающих деревьев, частично — из искусственно выращенных[7].

На горе Демавенд неподалёку от города действуют горнолыжные курорты, включая Дизин, который считают лучшим в Иране. Также выделяются Шемщакь (старейший иранский курорт) и Тошаль.

## Уроженцы
- Али Нури Зангир - иранский и азербайджанский профессиональный футболист. Выступал за юношеские сборные Ирана и Азербайджана.